# St-Martin-du-Sonnailler

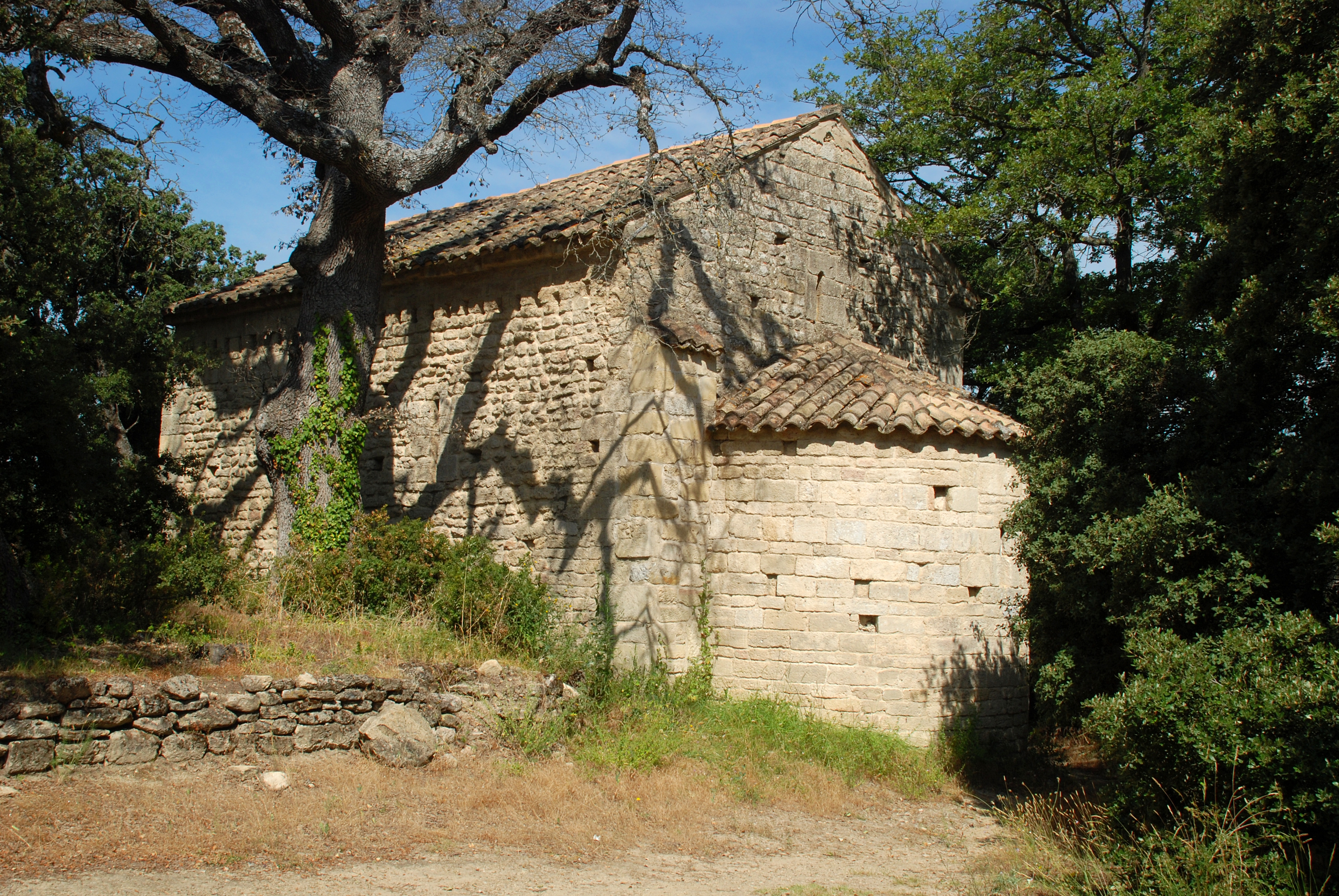
Saint-Martin in Aurons

Die römisch-katholische Kapelle St-Martin in Aurons, einer Gemeinde im französischen Département Bouches-du-Rhône in der Region Provence-Alpes-Côte d’Azur, wurde im 12. Jahrhundert errichtet. Die Kapelle befindet sich außerhalb des Ortes in einem Wäldchen.

## Architektur
Die an einem Hang stehende romanische Kapelle besitzt nur ein kleines Kirchenschiff, an das sich ein stark eingezogener und wesentlich niedriger halbrunder Chor anschließt. Die Kapelle ist aus heimischem Kalkstein gebaut und wird von Tonziegeln gedeckt. Lange Zeit wurde sie als Scheune genutzt und war dem Verfall preisgegeben.